# Fort Stanton-Snowy River Cave National Conservation Area
La Fort Stanton-Snowy River Cave National Conservation Area est une aire protégée américaine située dans le comté de Lincoln, au Nouveau-Mexique.